# Уэст, Роуз
Розмари (Роуз) Полин Уэст (англ. Rosemary (Rose) Pauline West; имя при рождении — Розмари Полин Леттс (англ. Rosemary Pauline Letts); 29 ноября 1953, Нортхэм, Девон, Англия) — британская серийная убийца, которая вместе со своим мужем Фредом Уэстом пытала и убила по меньшей мере девять молодых женщин в период с 1973 по 1987 год; и свою восьмилетнюю падчерицу Шармейн в 1971 году.
В настоящее время Роуз находится в тюрьме Её Величества Нью-Холл во Флоктоне (Западный Йоркшир), после того, как в 1995 году была осуждена за десять убийств. Фред покончил с собой в тюрьме в том же году, ожидая суда, после ареста пары в 1994 году.

## Ранняя жизнь
Розмари Леттс родилась в Нортхэме (Девон), в семье Уильяма Эндрю «Билла» Леттса (25 февраля 1921 — 24 мая 1979) и Дейзи Гвендолин Фуллер (1919—2020) в результате тяжелой беременности. Она была пятой из семи детей в бедной семье. Мать Роуз страдала от депрессии и во время беременности проходила электросудорожную терапию (ЭСТ); некоторые утверждали, что это лечение, возможно, привело к внутриутробным нарушениям развития её дочери. Роуз росла капризным и не по годам развитым ребёнком, склонным витать в облаках и плохо успевающим в школе.
Родители Роуз разошлись, когда она была подростком. Она жила со своей матерью и посещала школу Клив в течение шести месяцев позже, в возрасте 16 лет, переехала к своему отцу в Бишопс-Клив, недалеко от Челтнема, Глостершир; её отец, страдавший параноидной шизофренией, неоднократно подвергал сексуальному насилию Роуз и её старшую сестру Патрицию.
С началом полового созревания Роуз, как сообщается, очарованная переменами в своём теле, намеренно разгуливала голой или полуобнаженной по дому в присутствии своего младшего брата Грэма (родился в 1957). Неоднократно, в возрасте 13 лет, она с наступлением темноты забиралась в постель девятилетнего Грэма и приставала к нему и своему второму брату Гордону.

## Встреча с Фредом Уэстом
Роуз встретила Фреда Уэста в начале 1969 года, вскоре после своего 15-летия; ему было 27 лет. Они познакомились на автобусной остановке в Челтнеме. Поначалу Роуз испытывала отвращение к неопрятному виду Фреда, но была польщена вниманием, которое он оказывал ей в течение нескольких дней. Роуз дважды отказывалась идти на свидание с Фредом, но позволила ему проводить её домой.
Обнаружив, что Роуз работает в соседней хлебной лавке, через несколько дней после их первой встречи Фред убедил неизвестную женщину войти в помещение и вручить ей подарок, сказав, что это по просьбе «мужчины снаружи». Через несколько минут Фред вошел сам и позвал Роуз вечером на свидание, и она приняла это предложение. Вскоре после этого у них завязались отношения, Роуз стала частым гостем дома Фреда, познакомившись с его детьми от первого брака, родной дочерью Энн-Мари и падчерицей Шармейн. Роуз стала добровольной нянькой для дочерей Фреда, которыми, по её словам, пренебрегали и к которым она поначалу относилась с теплом и заботой. В начале отношений Роуз настаивала на том, чтобы они с Фредом брали девочек на прогулки собирать полевые цветы.
Через несколько недель после первой встречи с Фредом Роуз уволилась с работы в хлебной лавке, чтобы стать полноценной няней для Шармейн и Энн-Мари; это решение было принято с согласия Фреда, который должен был платить ей достаточно денег, чтобы она могла отдавать их родителям по пятницам, выдавая за зарплату из хлебной лавки. Несколько месяцев спустя Роуз представила Фреда своей семье, которая была ошеломлена выбором дочери. Мать Розы, Дейзи Леттс, не была в восторге от хвастливого и высокомерного поведения Фреда и верно предположила, что он патологический лжец. Отец категорически не одобрял эти отношения, напрямую угрожая Фреду и обещая позвонить в социальную службу, если он продолжит общаться с его дочерью.

### Отношения
Родители Роуз запретили дочери встречаться с Фредом, но она не послушала их. Тогда они обратились в социальную службу Глостершира, сообщив, что их 15-летняя дочь состоит в отношениях со взрослым мужчиной и возможно занимается проституцией в его фургоне. В августе 1969 года Роуз была помещена в дом для трудных подростков в Челтнеме. Когда Роуз разрешали отправиться домой на выходные, чтобы навестить родителей, она почти всегда виделась с Фредом.
В 16 лет Роуз покинула дом для трудных подростков и вернулась к родителям, в то время как Фред отбывал тридцатидневный срок за кражу и неоплаченные штрафы. После освобождения Фреда Роуз переехала в его квартиру в Челтенхэме. Вскоре после этого Фред забрал Шармейн и Энн-Мари от работников социальной службы. Отец Розы предпринял последнюю попытку помешать отношениям своей дочери с Фредом, и в феврале 1970 года Роуз была осмотрена полицейским врачом, который подтвердил, что она беременна. Девушка снова была помещена под опеку, но 6 марта отпущена при условии, что прервет беременность и вернется к своей семье. Вместо этого Роуз предпочла жить с Фредом, в результате чего отец запретил ей переступать порог его дома.
Три месяца спустя пара переехала в квартиру на первом этаже двухэтажного дома на Мидленд-роуд в Глостере. 17 октября 1970 года Роуз родила их первого ребёнка: дочь, которую они назвали Хизер Энн (есть предположение, что Хизер была ребёнком отца Роуз). Два месяца спустя Фред был отправлен в тюрьму за кражу автомобильных шин и диска для уплаты транспортного налога. Он оставался в заключении до 24 июня 1971 года. Пока он отбывал шестимесячный срок, Роуз, которой только что исполнилось 17, присматривала за тремя девочками, причем Шармейн и Энн-Мари было велено считать Роуз своей матерью.
По словам Энн-Мари, она и Шармейн часто подвергались физическому и эмоциональному насилию со стороны Роуз. Энн-Мари была покорной и склонной проявлять эмоции в ответ на насилие, в отличие от Шармейн, которая неоднократно приводила Роуз в бешенство своим стоическим отказом плакать, независимо от того, насколько жестоко с ней обращались. Несмотря на годы пренебрежения и жестокого обращения, дух Шармейн не был сломлен, и она с тоской говорила Энн-Мари: «Мама придет и спасет меня». Позже Энн Мари вспоминала, как её сестра неоднократно вызывала недовольство Роуз, делая такие заявления, как: «Моя настоящая мама не стала бы ругаться и кричать на нас» в ответ на резкие высказывания Роуз
Подруга детства Шармейн по имени Трейси Джайлс, которая жила в верхней квартире на Мидленд-роуд, позже вспоминала случай, когда она вошла в квартиру Уэстов без предупреждения и увидела обнажённую Шармейн, стоящую на стуле с кляпом во рту и связанными за спиной руками. Рядом с ребёнком была Роуз с большой деревянной ложкой в руке. По словам Джайлс, Шармейн была «спокойна и беззаботна», в то время как Энн-Мари стояла у двери с отсутствующим выражением на лице.
Больничные записи свидетельствуют о том, что 28 марта 1971 года Шармейн лечилась от тяжелого колотого ранения левой лодыжки в травматологическом отделении Королевской больницы Глостера. Роуз объяснила этот инцидент как результат бытового несчастного случая.

### Убийство Шармейн Уэст
Считается, что Роуз убила Шармейн незадолго до освобождения Фреда из тюрьмы 24 июня 1971 года. Известно, что она вместе с Шармейн, Энн-Мари и Хизер отправились навестить Фреда 15 июня; вероятно, Шармейн была убита в этот же день или вскоре после него. Помимо результатов судебно-медицинской одонтологии, подтверждающих, что Шармейн умерла, когда Фред всё ещё находился в заключении, дополнительные показания матери Трейси Джайлс, Ширли, подтвердили тот факт, что Шармейн умерла до освобождения Фреда. В своих более поздних показаниях на суде над Роуз Ширли заявила, что, хотя в 1971 году её семья жила в квартире на верхнем этаже дома 25 по Мидленд-роуд, две её дочери были подругами Шармейн и Энн-Мари. Ширли также сообщила, что после того, как её семья переехала в апреле 1971 года, в июне она привела Трейси навестить Шармейн, но Роуз сказала: «Она уехала жить к своей матери, и скатертью дорога, черт возьми!»
Как и в случае с семьёй Джайлсов, Роуз говорила тем, кто интересовался отсутствием Шармейн, что первая жена Фреда, Кэтрин «Рина» Уэст, забрала дочь к себе в Бристоль. В школу она сообщила, что девочка переехала со своей матерью в Лондон. Когда 24 июня Фреда выпустили из тюрьмы, он сказал Энн-Мари, что её мать Рина забрала Шармейн и вернулась в родную Шотландию. В своей автобиографии «Из тени» Энн-Мари вспоминает, что, так как её сестра была наполовину азиаткой, когда Энн-Мари спросила, почему её мать забрала только Шармейн, Фред ответил: «Ты не нужна ей, милая. У тебя кожа не того цвета».
Тело Шармейн сначала хранилось в угольном подвале на Мидленд-роуд, пока Фреда не выпустили из тюрьмы. Позже он закопал её тело во дворе рядом с чёрным выходом. Фрэд до последнего утверждал, что не расчленял её. Последующее вскрытие показало, что тело было перерезано в области бедра; возможно, это повреждение было вызвано строительными работами, которые Фред проводил в этом доме в 1976 году. В скелете Шармейн отсутствовало несколько костей — в частности, надколенники, пальцы, запястья, пальцы ног и лодыжки, что привело к предположению, что недостающие части были сохранены на память. Это оказалось отличительной находкой при всех вскрытиях жертв, эксгумированных в 1994 году.

### Убийство Кэтрин «Рины» Уэст
Рина поддерживала нерегулярный контакт со своими детьми. Известно, что она посетила семью Фреда в Мач-Маркле, Херефордшир, чтобы справиться о благополучии своих детей во второй половине августа 1971 года. Невестка Фреда, Кристина, позже вспоминала, что Рина была подавлена и чрезвычайно беспокоилась о своих детях. Получив адрес Фреда на Мидленд-роуд, Рина попыталась встретиться с ним лицом к лицу — вероятно, чтобы обсудить или потребовать опекунства над своими дочерьми. Это был последний раз, когда Рину видели живой. Считается, что она была убита путем удушения, возможно, на заднем сиденье Ford Popular Фреда и, вероятно, в состоянии алкогольного опьянения. Когда было обнаружено тело Рины, рядом с её останками был найден короткий отрезок металлической трубки, что оставляло открытой возможность того, что перед убийством её связывали и подвергали сексуальному насилию. Тело было тщательно расчленено, помещено в пластиковые пакеты и закопано недалеко от группы деревьев, известной как Тисовая роща, на Леттербокс Филд.

## Брак
29 января 1972 года Фред и Роуз поженились. Церемония состоялась в Глостерском офисе регистрации, и Фред ложно указал в свидетельстве о браке, что он холостяк. Никто из семьи или друзей приглашен не был.
1 июня Роуз родила вторую дочь. Роуз рассчитывала, что ребёнок родится в мае, поэтому планировала назвать его Мэй (Май), если родится девочка. Но ребёнок, дочь, родилась в июне (англ. June). Поэтому Роуз назвала её Мэй Джун (Май Июнь).
Вскоре после рождения второго ребёнка Роуз начала заниматься проституцией в комнате на верхнем этаже на Кромвель-стрит, рекламируя свои услуги в местном журнале «Контакт». Фред поощрял Роуз искать клиентов в вест-индской общине Глостера с помощью рекламных объявлений. В дополнение к проституции Роуз занималась случайным сексом с постояльцами, как с мужчинами, так и с женщинами, а также с людьми, с которыми Фред сталкивался по работе; она даже хвасталась, что ни один мужчина или женщина не могут полностью удовлетворить её. Вступая в сексуальные отношения с женщинами, Роуз постепенно повышала уровень жестокости, которой она подвергала своего партнера, совершая такие действия, как частичное удушение партнерши или введение все более крупных фаллоимитаторов. Если женщина сопротивлялась, это возбуждало Роуз, которая обычно спрашивала: «Разве ты недостаточно женщина, чтобы вынести это?».
Многим из этих женщин стало очевидно, что Роуз и её муж (который регулярно участвовал в сексе втроем со своей женой и её любовниками) получали особое удовольствие от того, что выводили женщин за пределы их сексуальных возможностей — как правило, с помощью связывания. Уэсты открыто признавались, что получают особое удовольствие от любой формы секса, включающей в себя доминирование, причинение боли и насилие. Чтобы удовлетворить эти фетиши, они собрали большую коллекцию удерживающих устройств, журналов и фотографий, позже расширив эту коллекцию, включив в неё видеоролики, изображающие скотоложество и сексуальное насилие над детьми.
Роуз контролировала все финансы семьи Уэст, Фред отдавал ей свою зарплату. Комната, которую Роуз использовала для проституции, была известна во всем доме как «Комната Мэнди» (Мэнди — рабочее имя Роуз), и имела несколько скрытых глазков, позволяющих Фреду — давнему вуайеристу — наблюдать за тем, как она развлекает своих клиентов. Фред также установил в комнате радионяню, чтобы подслушивать за ними из любой точки дома. В номере был отдельный бар, а красная лампочка за дверью предупреждала, что Роуз нельзя беспокоить. Роуз носила единственный ключ от этой комнаты на шее, а Фред установил отдельный дверной звонок, в который было сказано звонить её клиентам. Большая часть денег, заработанных Роуз на проституции, была потрачена на обустройство дома.
К 1977 году отец Роуз Билл смирился с замужеством дочери и проникся некоторым уважением к Фреду. Вместе с Фредом они открыли кафе «Зеленый фонарь», но вскоре обанкротились. Также известно, что Билл охотно пользовался услугами своей дочери как проститутки. К 1983 году Роуз родила восьмерых детей, по меньшей мере трое из которых были зачаты клиентами. Фред охотно принял этих детей как своих собственных и сказал им, что причина, по которой их кожа была темнее, чем у их братьев и сестер, заключалась в том, что его прабабушка была чернокожей женщиной.

### Домашнее насилие
Когда детям Уэстов исполнялось семь лет, им поручалось выполнять множество обязанностей по дому; им редко разрешалось общаться с людьми за пределами дома, если рядом не было Фреда или Роуз, и они должны были следовать строгим правилам, навязанным их родителями, за нарушение которых полагались суровые наказания — почти всегда физические. Дети боялись подвергнуться насилию со стороны обоих родителей, но инициатором подавляющего большинства наказаний была Роуз. Насилие иногда было иррациональным, нескромным или совершалось просто для удовольствия Розы; она всегда очень старалась не оставлять следов на лицах или руках детей во время этих нападений.
Сначала Хизер, а затем и её младший брат Стивен (родился в 1973) сбежали из дома; они вернулись на Кромвель-стрит после нескольких недель отсутствия, в течение которых ночевали под открытым небом или гостили у друзей; по возвращении каждый из них был избит. В период с 1972 по 1992 год дети Уэстов 31 раз попадали в отделения неотложной помощи местных больниц; травмы объяснялись несчастными случаями и о них никогда не сообщалось в социальные службы.
Однажды, когда Стивен протирал тряпкой пол на кухне, Роуз случайно наступила в тазик с водой. За это Роуз ударила мальчика тазом по голове, затем несколько раз ударила его ногой по голове и в грудь, крича: «Ты сделал это нарочно, ты, маленькая свинья!» В другой раз Роуз пришла в ярость из-за пропажи кухонной утвари, схватила нож и порезала грудь Мэй Джун. Всё это время Мэй кричала: «Нет, мама! Нет, мама!», в то время как Стивен и Хизер стояли рядом, беспомощно всхлипывая.
Однажды в августе 1974 года Роуз погналась за Фредом с разделочным ножом в руке; Фред успел захлопнуть дверь комнаты, в которую он вбежал, в результате чего нож вонзился в дверь, и три пальца Роуз соскользнули по лезвию, едва не отделяясь от руки. Роуз спокойно обернула руку полотенцем и сказала: «Посмотри, что ты наделал, парень. Ты должен немедленно отвезти меня в больницу».

## Сексуальное насилие

### Энн Мари Уэст
В сентябре 1972 года Уэсты отвели восьмилетнюю Энн Мари в подвал на Кромвель-стрит, 25. Ребёнку было приказано раздеться, но Энн Мари колебалась, так что Роуз сама сорвала с неё платье. Девочку раздели догола, привязали к матрасу и заткнули рот кляпом, после чего Фред изнасиловал её при активной поддержке Роуз. После изнасилования Роуз объяснила дочери: «Это происходит с каждой девочкой. Такова задача отца. Не переживай и никому ничего не говори». Дав понять, что сексуальное насилие будет продолжаться, Фред и Роуз пригрозили ребёнку жестокими побоями, если она кому-нибудь расскажет о произошедшем.
Роуз время от времени самостоятельно подвергала Энн Мари сексуальному насилию. Она получала огромное удовлетворение от унижения девочки. Энн Мари привязывали к различным предметам мебели, после чего Фред насиловал её, или заставляли выполнять работу по дому в мини-юбке и с использованием секс-игрушек. Фред и Роуз принуждали Энн Мари к занятию проституцией с 13 лет, при этом сообщая клиентам, что ей 16. Роуз всегда присутствовала в комнате во время работы, чтобы девочка не раскрыла свой истинный возраст. Однажды, когда Энн Мари было 13 или 14 лет, Роуз отвела её в местный паб, настояв на том, чтобы девочка выпила несколько стаканов ячменного вина. Несколько часов спустя Фред прибыл в паб, чтобы забрать Роуз и Энн Мари. Как только они покинули помещение, Энн Мари затолкали в фургон отца, где Роуз спросила её: «Как думаешь, ты могла бы быть моим другом?» После этого девочка была избита и изнасилована отцом и мачехой.

### Кэролайн Оуэнс
В октябре 1972 года Уэсты наняли 17-летнюю Кэролайн Оуэнс в качестве няни для своих детей. Они подобрали её ночью на уединенной проселочной дороге, когда она ехала от своего парня из Тьюксбери автостопом домой в Синдерфорд. Узнав, что у Кэролайн конфликт с отчимом и она ищет работу, Фред и Роуз предложили ей подработку няней для своих троих детей, пообещав, что её будут отвозить домой каждый вторник. Несколько дней спустя Кэролайн переехала на Кромвель-стрит, 25 и поселилась в одной комнате с Энн Мари, которая, как отметила Оуэнс, была «очень замкнутой».
Роуз, которая к этому времени начала заниматься проституцией, объяснила Кэролайн, что работает массажисткой. Когда сама Оуэнс стала объектом откровенных сексуальных домогательств со стороны Уэстов, она объявила о своем намерении покинуть Кромвель-стрит и вернуться домой.
Вскоре Роуз начала ласкать Кэролайн, а Фред спросил, занималась ли она сексом со своим парнем в тот вечер. Когда Оуэнс начала протестовать, Фред остановил машину, назвав Кэролайн «сукой», и ударил её до потери сознания. После этого они с Роуз связали девушку, заткнули ей рот шарфом и заклеили клейкой лентой. В своём последующем заявлении в полицию Оуэнс сообщила, что на Кромвель-стрит ей дали выпить чашку чая с наркотиками, снова заткнули рот и подвергли длительному сексуальному насилию. Когда Кэролайн закричала, Роуз придушила её подушкой и сделала ей куннилингус. Осознав всю серьёзность своего положения, Оуэнс перестала сопротивляться сексуальному насилию.
На следующее утро, услышав крик Кэролайн, кто-то из детей постучал в дверь комнаты, в которой её держали. Фред пригрозил, что они позволят его «чёрным друзьям» издеваться над Кэролайн, а после похоронят её тело под «брусчаткой Глостера». Затем Фред заявил, что убил сотни молодых девушек, добавив, что Оуэнс в первую очередь привели в дом для «удовольствия Роуз». В конце концов, он и Роуз спокойно спросили Кэролайн, не рассмотрит ли она возможность вернуться к работе в качестве их няни. Оуэнс поняла, что это её шанс, и согласилась. Она даже пропылесосила дом, чтобы продемонстрировать искренность своих намерений. Позже в этот же день Оуэнс сбежала из прачечной самообслуживания, в которую они зашли с Роуз, и вернулась домой. Поначалу ей было стыдно рассказывать о том, что произошло, но когда её мать заметила рубцы, синяки и обнаженные подкожные ткани на теле дочери, Кэролайн расплакалась и рассказала ей обо всём.
Мать Оуэнс немедленно сообщила об истории дочери в полицию, и Уэстов арестовали и обвинили в нападении, непристойном поведении, нанесении телесных повреждений и изнасиловании. Дело рассматривалось в магистратском суде Глостера 12 января 1973 года, но к этому моменту Кэролайн решила, что не сможет выдержать испытание дачей показаний. Все обвинения были сняты, и Уэсты согласились признать себя виновными по сокращенным обвинениям в непристойном поведении и нанесении тяжких телесных повреждений; каждый был оштрафован на 50 фунтов стерлингов, после чего пару отпустили. Когда Кэролайн узнала об этом, то попыталась покончить жизнь самоубийством.

## Расследование и арест
6 августа 1992 года Фред был арестован по обвинению в трёхкратном изнасиловании своей 13-летней дочери, в то время как Роуз предъявили обвинения в жестоком обращении с детьми. Дело против них было прекращено 7 июня 1993 года, когда их дочь отказалась давать показания в суде. Все пятеро младших детей Уэстов были переведены в приёмные семьи. Этот случай выявил исчезновение Хизер, которую никто не видел с 1987 года, и послужил поводом для последующего масштабного расследования.
После того, как полиция обнаружила человеческие останки и явные следы пыток на Кромвель-стрит, 25, Фред и Роуз вновь были арестованы в феврале 1994 года. В ходе суда Роуз отрицала убийства жертв и настаивала на том, что её муж совершал преступления в одиночку. Она также утверждала, что пыталась остановить одно из сексуальных посягательств своего мужа. Несмотря на это, косвенных улик было достаточно, чтобы привлечь их обоих к ответственности за убийства девяти молодых женщин, тела которых были найдены на Кромвель-стрит, и Шармейн Уэст. Фреду было предъявлено обвинение ещё в двух убийствах, совершённых до его отношений с Роуз.
После своего ареста в феврале 1994 года Фред признался своему попечителю Джанет Лич, что Роуз убила Ширли Робинсон, помогала в её расчленении и лично извлекла нерождённого ребёнка Робинсон из утробы матери. Во дворе на Кромвель-стрит было найдено закопанное тело дочери Уэстов, Хизер. Девочка всю жизнь подвергалась жестокому обращению со стороны родителей и была убита в июне 1987 года. Говорят, что Хизер начала рассказывать друзьям о насилии, происходящем в её доме. Барри, её младший брат, позже рассказывал, что в семилетнем возрасте видел, как его мать била Хизер по голове до тех пор, пока та не перестала двигаться. Уэсты сказали друзьям и заинтересованным лицам, что она работает в курортном посёлке в Девоншире. Однажды они даже сфабриковали телефонный звонок, якобы от Хизер, чтобы развеять подозрения её братьев и сестёр относительно её исчезновения. Фред даже в шутку говорил своим детям, когда они плохо себя вели: «Если ты не будешь хорошо себя вести, то окажешься во дворе, как Хизер». Это было последнее известное убийство этой пары.
Находясь под стражей в тюрьме Уинсон Грин, Бирмингем, Фред покончил с собой, повесившись 1 января 1995 года.

## Суд
На досудебном разбирательстве в феврале 1995 года Роуз не признала себя виновной по десяти пунктам обвинения в убийстве (убийство Шармейн было добавлено к первоначальным девяти после самоубийства Фреда, а два пункта обвинения в изнасиловании и непристойном нападении на молодых девушек были сняты с целью дальнейшего повторного рассмотрения), хотя её адвокат признал, что косвенные улики указывали на стремление Роуз подвергать молодых девушек физическому и сексуальному насилию. Суд присяжных начался 3 октября 1995 года в Королевском суде Винчестера с участием судьи Чарльза Мантелла. Важным решением судьи было признание показаний, связанных с сексуальным насилием над тремя женщинами со стороны Фреда и Роуз, что определяло их модель поведения как убийц.

### Обвинение
В своём вступительном слове прокурор Брайан Левесон описал Уэстов как одержимых сексом садистов. Он назвал тела, обнаруженные на Кромвель-стрит и Мидленд-роуд, «тайнами, более ужасными, чем могут выразить слова. … [жертвы] в свои последние минуты жизни становились игрушками для извращений этой женщины и её мужа». Также прокурор отметил следующие моменты: во время убийства Шармейн Фред находился в заключении; после бегства Кэролайн Оуэнс Фред и Роуз сделали выводы и больше не оставляли своих жертв в живых; кляп одной из жертв, Терезы Зигенталер — шарф, завязанный бантиком — явно сделала женщина. Левесон пообещал продемонстрировать контролирующий и садистский характер Роуз, а также то, как старательно она отводила от себя подозрения в исчезновениях их жертв.
Среди свидетелей обвинения были жильцы Кромвель-стрит; родственники жертв; мать Роуз Дейзи и сестра Гленис; а также выжившие жертвы, в том числе Энн Мари Уэст, Кэтрин Холлидей (бывшая любовница Фреда и Роуз), Кэролайн Оуэнс и «Мисс А» (которая подверглась сексуальному насилию со стороны Фреда и Роуз в 1977 году в 14 лет и которая описывала Роуз как наиболее агрессивную из этих двоих). Соседи рассказали об исчезновении Шармейн в 1971 году, в то время как Фред находился в тюрьме, а также о безразличии Роуз к пропаже Хизер. Адвокат Роуз, Дик Фергюсон, пытался дискредитировать свидетелей обвинения, поскольку они либо воспользовались своей причастностью к делу в финансовом отношении, либо ими двигала обида. Кэролайн Оуэнс, хотя и призналась, что получила 20 000 фунтов стерлингов за свою историю, мучилась виной выжившей: «Я хочу добиться справедливости для девочек, которые не смогли пережить это. Мне кажется, в этом есть моя вина».

### Показания защиты
Адвокат Фергюсон подчеркнул, что Фред до отношений с Роуз совершил по крайней мере одно убийство, похожее на те, о которых идёт речь в нынешнем суде, и что версия обвинения в значительной степени является косвенной. Он утверждал, что Роуз не знала о степени садизма Фреда, и призвал присяжных не относиться к ней предвзято из-за её неразборчивости в связях и доминирующей натуры.
Вопреки совету своего адвоката, Роуз давала показания сама; при этом её поведение постоянно дело менялось. Она плакала, описывая себя как жертву сексуального насилия в детстве, которая по наивности вышла замуж за жестокого и властного мужчину, но шутила о своих «постоянных беременностях», и смеялась над «дедушкиными очками» одной жертвы. Роуз также утверждала, что никогда не встречала шестерых жертв, похороненных на Кромвель-стрит, и очень мало помнит о своём нападении на Кэролайн Оуэнс. Когда прокурор Левесон показал ей фотографии жертв, похороненных в подвале, а также жертвы по имени Элисон Чемберс, и спросил, узнаёт ли она кого-нибудь из них, Роуз покраснела и, заикаясь, ответила: «Нет, сэр».
Отвечая на вопрос о жизни на Кромвель-стрит, Роуз заявила, что они с Фредом жили каждый своей жизнью. Однако это не согласовывалось с более ранними показаниями свидетелей, которые бывали у Уэстов или жили по соседству. Что касается старшей дочери, Роуз признала напряжённость в их отношениях с Хизер, после чего заявила суду, что её дочь была лесбиянкой и подвергала своих братьев и сестёр физическому и психологическому насилию. Несмотря на эти обвинения, Роуз утверждала, что любила свою дочь и ничего не знала о её убийстве. На вопрос о противоречивых объяснениях, которые она и Фред дали по поводу исчезновения Хизер, Роуз описала эти расхождения как возникшие из телефонных разговоров с самой Хизер после того, как та ушла из дома.
Затем защита вызвала в качестве свидетелей семь женщин, которые утверждали, что в период с 1966 по 1975 год подверглись нападению со стороны мужчины, описание которого соответствовало описанию Фреда. Каждая из этих женщин свидетельствовала, что узнала в нападавшем Фреда, когда его фотография появилась в средствах массовой информации в 1994 году. Таким образом защита хотела продемонстрировать присяжным, что Фред мог похищать и нападать на женщин без Роуз, что обвинение, впрочем, никогда и не оспаривало. На самом деле показания этих женщин сильно различались.
Последним свидетелем на суде над Роуз была попечитель Фреда, Джанет Лич, которую обвинение вызвало для дачи показаний 7 ноября. Она должна была опровергнуть записанные на магнитофон признания Фреда, прослушанные в суде 3 ноября, в которых он подчёркивал, что Роуз «вообще ничего не знала» об убийствах. Фред постепенно начал доверять Джанет как своему попечителю и в конце концов признался ей: вечером накануне ареста 25 февраля они с Роуз заключили договор, согласно которому он возьмёт на себя всю вину за убийства, многие из которых он описывал как «кое-какие ошибки Роуз». Фред также признался, что Роуз действительно убила Шармейн, пока он находился в заключении, и Ширли Робинсон. Что касается остальных восьми убийств, по словам Фреда, которые передала суду Джанет, Роуз «сыграла главную роль» в этих убийствах.
В ходе перекрёстного допроса Джанет Лич призналась адвокату Фергюсону, что ранее солгала под присягой о том, что продала свою историю прессе за 100 000 фунтов стерлингов, при этом она настаивала на истинности своих показаний. Во время допроса Джанет потеряла сознание, и судебный процесс был отложен на шесть дней. Она вернулась, чтобы завершить дачу показаний 13 ноября.

### Приговор
После семи недель сбора доказательств судья проинструктировал присяжных, подчеркнув, что косвенных улик может быть достаточно для установления вины и что если в убийстве принимают участие два человека, закон считает их одинаково виновными независимо от того, кто из них совершил это преступление. 21 и 22 ноября 1995 года присяжные единогласно вынесли обвинительный приговор по всем десяти убийствам. Назвав её преступления «ужасающими и извращёнными», судья Чарльз Мантелл приговорил Роуз к пожизненному заключению без возможности условно-досрочного освобождения. Лорд-главный судья позже постановил, что она должна провести в тюрьме не менее двадцати пяти лет, но в июле 1997 года министр внутренних дел Джек Строу вновь приговорил Роуз к пожизненному заключению. Это был второй случай пожизненного приговора для женщины в современной Великобритании, первой стала серийная убийца Майра Хиндли в 1990 году.

### Апелляция
Почти сразу после суда Роуз подала апелляцию, однако 18 марта 1996 г. Апелляционный суд отклонил её. В сентябре 2001 года Роуз объявила о своём намерении больше не подавать апелляции, при этом по-прежнему настаивая на своей невиновности.

## Заключение
Первоначально Роуз содержалась в тюрьме Её Величества Бронзфилд, Мидлсекс, как заключенная категории А; позже её перевели в тюрьму Её Величества Лоу Ньютон в графстве Дарем.
В мае 1995 года сообщалось, что Роуз и убийца с болот Майра Хиндли, которые в то время находились в заключении в Дареме (Роуз находилась в предварительном заключении), «подружились». Хиндли опровергла это заявление Роуз признала, что они знали друг друга, так как находились в одном крыле, но опровергла предположения о том, что у них был «роман».
В 2019 году её перевели в тюрьму Её Величества Нью-Холл в Западном Йоркшире. Существует мнение, что серийная убийца Джоанна Деннехи, переведённая в Лоу-Ньютон, угрожала убить Роуз, и это стало причиной перевода последней, хотя официальные источники не подтвердили эту информацию.